# Danh sách phim THVL phát sóng năm 2023
Đây là danh sách phim do THVL phát sóng trong năm 2023.
← 2022 - 2023 - 2024→

## THVL1 - Phim truyện giờ vàng

### Khung 20 giờ
Những bộ phim này phát sóng từ 20:00 đến 20:50 các ngày từ thứ Hai đến thứ Bảy trên kênh THVL1.
| Thời gian                                  | Tên                   | Số tập | NSX                  | Đoàn làm phim | Bài hát chủ đề                                                       | Thể loại | Ghi chú                                                                                                 |
| ------------------------------------------ | --------------------- | ------ | -------------------- | --- | -------------------------------------------------------------------- | -------- | --- |
| 16 tháng 1 – 13 tháng 2                    | Ăn tết miệt vườn      | 24     | Phương Nam Phim      | Quách Khoa Nam (đạo diễn); Hoài Hương (kịch bản); Quang Thái, Phương Khánh, Nguyễn Quốc Trường Thịnh, Xuân Văn, Lyna Trang, Huỳnh Quý, Ngân Quỳnh, Công Ninh, Ngọc Lan, Bích Hằng, Thanh Hằng, Thanh Điền, Phương Dung, Lê Trang, Phương Bình, Quách Khoa Nam, Đình Duy, Thanh Hiền, Phi Nga, Phi Nga, Hiền Nguyễn,...                                                                                 | Xuân đến rồi Thể hiện: Nhóm K3                                       | Hài hước | Hoãn 1 tập vào ngày 21 tháng 1 để phát chương trình Tết Nguyên Đán 2023Sản xuất dịp Tết Nguyên Đán 2023 |
| 14 tháng 2 – 5 tháng 4                     | Tình yêu dối lừa      | 44     | M&T Picture          | Trần Ngọc Phong (đạo diễn); Nguyễn Mỹ Hà (biên kịch); Anh Tài, Bích Ngọc, Nguyễn Quốc Trường Thịnh, Đàm Phương Linh, Trung Dũng, Đào Vân Anh, Dũng Bino, Ngô Phương Anh, Kiều Trinh, Hoàng Trinh, Huỳnh Quý, Nhi Katy, Cao Hoàng, Thành Khôn, Huỳnh Trang Nhi, Huy Cường, Mai Cát Vi, Quốc Vũ, Hữu Khang, Mỹ Ngân,...                                                                                  | Lỗi do anh mà Thể hiện: Anh Tài                                      | Tình cảm | |
| 6 tháng 4 – 3 tháng 6                      | Thử thách cuộc đời    | 51     | DT Film              | Trương Dũng (đạo diễn); Ngọc Diễm (Kịch Bản); Thanh Duy, Thanh Thức, Tú Vi, Phương Hằng, Văn Phượng, Thanh Hiền, Phi Điểu, Công Ninh, Hạnh Thúy, Trịnh Kim Chi, Hà Trí Quang, Lyna Trang, Quách Hữu Lộc, Bùi Công Danh, Mai Huỳnh, Quang Khải, Ngọc Lan, Lê Nam, Linh Trung, Hải Lý, Minh Hoàng,... | Khóc thầm Thể hiện: Ngọc Quy Yêu thương dại khờ Thể hiện: Ngọc Quy   | Tình cảm | |
| 5 tháng 6 – 21 tháng 7                     | Hoa hồng cho sớm mai  | 41     | M&T Picture          | Võ Việt Hùng (đạo diễn); Nguyệt Trang (biên kịch); Tường Vi, Lê Minh Thành, Tim, Đàm Phương Linh, Ngân Quỳnh, Phương Dung, Thủy Phạm, Mai Bích Trâm, Hồng Thắm, Huỳnh Quý, Hữu Phước, Minh Đăng,... | Hoa hồng cho sớm mai Thể hiện: Thanh Ngọc                            | Tình cảm | |
| 22 tháng 7 – 19 tháng 9                    | Có hẹn với yêu thương | 51     | Hãng phim Xuân Phước | Xuân Phước (đạo diễn); Hạnh Ngộ (kịch bản); Hoàng Sơn, Trịnh Kim Chi , Kha Ly, Phương Dung, Nguyễn Sanh, Lê Bê La, Công Ninh, Huỳnh Đông, Hồng Tơ, Thanh Thức, Phi Phụng, Bùi Lê Kim Ngọc, Thanh Duy, Thanh Tùng, Bé Khang Vy, Trịnh Xuân Nhản, Minh Hoàng, Sơn Hải, Ngọc Thảo, Ngọc Tưởng, Tín Kiệt, Khoa, Đạt, Phong, Ôn Bích Hằng, Thảo My, Cẩm Như, Linh Tý, Đại Ngọc Trâm, Quý Dũng, Thúy Anh,... | Về với yêu thương Thể hiện: Nguyễn Minh Anh, Văn Hương, Mai Lệ Quyên | Tình cảm | |
| 20 tháng 9 – 18 tháng 11                   | Kế hoạch hoàn hảo     | 52     | M&T Picture          | Võ Việt Hùng (đạo diễn); Nhã Huy, Lê Thu Hồng, Trần Thanh Lân (kịch bản); Lê Hạ Anh, Thanh Duy, Huỳnh Trường Thịnh, Tuyết Thu, Trung Dũng,Thanh Bình, Phúc An, Huy Cường, Lê Minh Thành, Phi Nga, Nhi Katy, Minh Đăng, Cao Hoàng, Huỳnh Như Đan, Đinh Mạnh Phúc, Quách Hữu Lộc, Nguyễn Thanh Tùng, Minh Hoàng, Tiêu Tuấn,...                                                                           | Kế hoạch hoàn hảo Thể hiện: Thanh Duy                                |          | |
| 20 tháng 11 năm 2023 – 25 tháng 1 năm 2024 | Đánh cắp số phận      | 58     | Hãng phim Mia        | Chu Thiện (đạo diễn); Nguyễn Thị Mộng Thu (biên kịch); Trúc Anh, Nhật Hạ, Kiều Trinh, Nguyễn Quốc Trường Thịnh, Anh Tài, Mai Sơn Lâm, Tuyết Thu, Khánh Huyền, Phi Nga, Quách Hồ Ninh, Vũ Lê Như, Huỳnh Thanh Tùng, Bân Trâm, Đức Thuận, Thanh Thư, Di Dương, Hồng Vân, Tuyết Hương, Hinh Hùng, Hoàng Yến, Yến Phương, Ngô Phương Anh, Thanh Tùng, Dũng Bino, Huỳnh Quý ,...                            | Vì sao đổi thay Thể hiện: Phan Yến Nhi                               | Tình cảm | |

### Khung 21:00 thứ Hai - thứ Ba
Những bộ phim này phát sóng từ 21:00 đến 21:30 các ngày từ thứ Hai đến thứ Ba trên kênh THVL1.
| Thời gian                                 | Tên             | Số tập          | NSX           | Đoàn làm phim | Bài hát chủ đề                                 | Thể loại | Ghi chú |
| ----------------------------------------- | --------------- | --------------- | ------------- | --- | ---------------------------------------------- | -------- | --- |
| 16 tháng 5 năm 2023 – 21 tháng 1 năm 2025 | Người thầm lặng | 175 Bản gốc: 87 | Hãng phim Mia | Nguyễn Dương (đạo diễn); Nhật Yên, Vưu Vinh (biên kịch); Nguyễn Dương, Quốc Huy, Huỳnh Trường Thịnh, Trung Dũng, Lê Hạ Anh, Thu Bi, Phi Ngọc Ánh, Quang Thái, Sỹ Toàn, Khôi Trần, Huỳnh Anh Tuấn, Đào Vân Anh, Tăng Quỳnh Như, Hạnh Thúy, Hải Lý, Cao Hoàng, Xuân Hiệp, Nguyễn Tân, Bảo Anh, Bé Bảo Ngọc, Hoài An, Quỳnh Nguyễn, Kim Hoàng, Hồ Hiếu, Thành Thuận, Nguyễn Mạnh Hùng, Hoàng Yến My, Huỳnh Phúc Linh, Bé Huy Khang, Duy Nguyễn, Lâm Kha, Hoàng Phi Luân, Hương Lê,... | Người thương ngược hướng Thể hiện: Linh Phương | Hình sự  | Hoãn 2 tập từ ngày 22 tháng 7 đến 23 tháng 7 năm 2024 trong thời gian Quốc tang Tổng bí thư Nguyễn Phú Trọng |

### Khung 21:30 thứ Hai - thứ Ba
Những bộ phim này phát sóng từ 21:30 đến 22:00 các ngày từ thứ Hai đến thứ Ba trên kênh THVL1.
| Thời gian                                  | Tên            | Số tập | NSX           | Đoàn làm phim | Bài hát chủ đề                             | Thể loại | Ghi chú |
| ------------------------------------------ | -------------- | ------ | ------------- | --- | ------------------------------------------ | -------- | ------- |
| 20 tháng 2 – 17 tháng 10                   | Đội trọng án   | 70     | Hãng phim Mia | Hiếu Dân, Trịnh Hùng (đạo diễn); Mỹ Ngọc, Mai Búp, Kim Tuyên, Tuyết Nhung (biên kịch); Hồ Phương, Thu Bi, Lê Hiếu, Nguyên Bảo, Long Hồ,... | Hiên ngang giữa trời Thể hiện: Sử Duy Viên |          |         |
| 23 tháng 10 năm 2023 – 25 tháng 6 năm 2024 | Gia đình lý sự | 76     | Hãng phim Mia | Nguyễn Thành Vinh (đạo diễn); Quốc Thiều (biên kịch); Phương Bình, Thanh Thủy, Ngọc Trâm, Dương Cường, Tú Trung, Yến My, Thiên An, Đình Quân, Hồng Vân, Tấn Hảo, Bảo Trí, Bích Hằng, Tấn Phát, Hồng Thắm, Thanh Trúc, Nhật Thủy, Việt Anh, Bé Rubi,... | Chỉ thế thôi Thể hiện: Âu Bảo Ngân         |          |         |